# 蘇觀生
蘇觀生（？—1647年），原名時澤，字宇霖，廣東廣州府東莞縣人。明末和南明政治人物。

## 生平
三十歲為諸生。崇禎七年（1634年）入國子監，崇禎九年（1636年）由保舉授無極縣知縣，遷戶部員外郎。崇禎末年任戶部主事，為官清廉，“囊金不滿百”。明亡後與鄭芝龍等擁立唐王朱聿鍵，拜吏部侍郎兼東閣大學士。不久南歸廣州。清兵入粵，攻下潮州、惠州，進軍廣州。蘇觀生率部與清兵激戰一晝夜，內奸謝尚政引清兵入城，蘇觀生自縊亡。